# Polysyncraton milleporae
Polysyncraton milleporae is een zakpijpensoort uit de familie van de Didemnidae. De wetenschappelijke naam van de soort is voor het eerst geldig gepubliceerd in 1968 door Vasseur.